# Christina Scheppelmann
Christina Scheppelmann (Hamburg, 1965) és una gestora cultural alemanya que en l'actualitat exerceix com directora general de l'Òpera de Seattle (Washington). Entre 2014 i 2019, fou la directora artística del Gran Teatre del Liceu. Anteriorment ha sigut entre desembre de 2012 i 2014 directora general i directora artística de la Royal Opera House de Masqat (Oman), la major institució musical de l'Orient Mitjà. El seu treball ha inclòs la gestió de tots els aspectes de la ROHM i la planificació de tota la seva activitat artística, programant grans produccions internacionals d'òpera i dansa, a més de recitals i concerts simfònics, amb la participació de veus líriques i directors d'orquestra de primera línia. Ha desenvolupat la seva carrera professional a cavall entre Estats Units i Europa, sempre vinculada a la direcció artística de teatres d'òpera.

## Biografia
Durant deu anys, entre gener de 2002 i novembre de 2012, va ser directora Artística de la Washington National Opera, on va ser responsable de totes les àrees de planificació i gestió artística i producció. Anteriorment, entre juny de 1994 i desembre de 2001, va ser directora artística de l'Òpera de San Francisco, una de les més importants dels Estats Units.
Scheppelmann va estar vinculada en el passat al Liceu durant dos anys, entre maig de 1992 i juny de 1994, quan va treballar com a directora artística adjunta d'Albin Hänseroth. Així mateix, ha treballat com a assistent a la direcció artística del Gran Teatre de la Fenice, a Venècia.